# San Antonio Pajonal
San Antonio Pajonal è un comune del dipartimento di Santa Ana, in El Salvador.